# L'Incrédulité de saint Thomas (Vasari)
L'Incrédulité de saint Thomas (en italien : Incredulità di San Tommaso) est une peinture à l'huile sur toile réalisée en 1572 par Giorgio Vasari et exposée à la basilique Santa Croce de Florence en Italie. L'incrédulité de Thomas se réfère au chapitre 20 de l'Évangile selon Jean dans lequel les apôtres souhaitent voir et toucher la plaie de Christ pour croire en sa résurrection.

## Histoire
La peinture est commandée en 1572 par Tommaso et Francesco Guidacci. En 1574, la famille Guidacci donne le tableau à la chapelle de Santa Croce.

## Description
Vasari compose la scène avec maniérisme : figura serpentinata des corps, juxtaposition des figures, espace complexe, pointillisme. La scène de l'incrédulité de Thomas est recontextualisée dans un décor florentin. Au moins neuf des douze apôtres se tiennent de part et d'autre de la peinture (Tommaso Guidacci se tient avec eux du côté gauche). En haut de l'arcade, deux personnages symboliques représentant « ce que l'on espère » (substantia rerum sperandarum) et « ce que l'on ne voit pas » (argumentum non apparentium). Vincenzo Borghini a défini l'iconographie du tableau,.
Contrairement au fameux tableau du même sujet réalisé trente ans plus tard par Le Caravage, celui-ci conserve un aspect apostolique et collégiale de la profession de foi de Thomas.